# فرناندا روسو
فرناندا روسو (بالإسبانية: Fernanda Russo)‏ هي لاعبة رماية أرجنتينية، ولدت في 2 أكتوبر 1999 في قرطبة في الأرجنتين.

## وصلات خارجية
- فرناندا روسو على موقع الاتحاد الدولي (الإنجليزية)
- فرناندا روسو على موقع اللجنة الأولمبية الدولية (الإنجليزية)
- فرناندا روسو على موقع أوليمبيديا (الإنجليزية)
- فرناندا روسو على موقع اللجنة الأولمبية الأرجنتينية (الإسبانية)
- فرناندا روسو على موقع اللجنة الأولمبية الأرجنتينية (الإسبانية)
- فرناندا روسو على موقع اللجنة الأولمبية الأرجنتينية (الإسبانية)